# Infrastruttura ferroviaria nazionale
L'infrastruttura ferroviaria nazionale (abbreviato IFN) consiste nella totalità della rete ferroviaria italiana fatta eccezione delle ferrovie isolate e dei raccordi. Le origini della rete risalgono al 1885 con la costituzione delle Strade Ferrate Italiane per poi passare in mano statale con l'azienda autonoma delle Ferrovie dello Stato nel 1905 e infine a Rete Ferroviaria Italiana dal 2001. Al 31 dicembre 2021, essa consiste di 16832 km di linee attive. Per estensione della rete di proprietà statale è la quarta in Europa, preceduta da Germania, Francia e Polonia.

## Storia
Il primo concetto di rete ferroviaria nazionale venne introdotto nel 1885 con le Strade Ferrate Italiane a seguito dell'entrata in vigore della Legge delle Convenzioni n. 3048 del 27 aprile 1885, che ripartiva le ferrovie italiane tra Strade Ferrate Meridionali, Strade Ferrate del Mediterraneo e Strade Ferrate della Sicilia creando le rispettive reti.
Il 1º luglio 1905 con la legge n. 137 "Fortis" del 22 aprile 1905 le preesistenti reti Mediterranea, Adriatica e Sicula e alcune altre linee ferroviarie vengono riunite sotto un'unica amministrazione statale. Rimasero escluse alcune reti minori in concessione a reti private. La rete ferroviaria di cui lo Stato assunse la gestione comprendeva 6312 km già della Rete Mediterranea (Compartimento Nord: 3055 km e Compartimento Sud: 3257 km), 3759 km della Rete Adriatica (Compartimento Est) e 1122 km della Rete Sicula, mentre restarono in comune con la Rete Adriatica alcune linee (il suo Compartimento Ovest fu riscattato nel 1906), per complessivi 11193 km.
Il 31 ottobre 2000, in relazione al primo pacchetto ferroviario emanato nel 1995 dal Consiglio europeo, la concessione della rete statale venne rinnovata dal Ministero dei trasporti nei confronti delle allora Ferrovie dello Stato - Società di Trasporti e Servizi per Azioni. Il 1º luglio del 2001 quest'ultima si dividerà nelle varie sottosocietà come Trenitalia e Rete Ferroviaria Italiana, quest'ultima erediterà la concessione attraverso il DM n. 60-T del 28 novembre 2002, integrato ulteriormente nel 2006 con il DM n. 3-T del 19 gennaio.
Le competenze in materia di sicurezza sono state trasferite nel 2007 all'Agenzia nazionale per la sicurezza delle ferrovie, poi Agenzia nazionale per la sicurezza delle ferrovie e delle infrastrutture stradali e autostradali, che esercita anche funzioni di vigilanza, da RFI e dal Ministero dei trasporti.

## Caratteristiche
La rete ferroviaria nazionale è gestita da Rete Ferroviaria Italiana, società parte del gruppo Ferrovie dello Stato Italiane che assume il ruolo di gestore dell'infrastruttura ferroviaria nazionale, e che la suddivide in 15 Direzioni Territoriali Produzione (ex Compartimenti), rispettivamente Torino, Milano, Verona, Venezia, Trieste, Genova, Bologna, Firenze, Ancona, Roma, Napoli, Bari, Reggio Calabria, Palermo e Cagliari.
È composta da linee di tipo ad alta velocità, costruite appositamente come tali o riadattate, convenzionali previste per traffico viaggiatori, merci o misto, nodi e dalle linee di collegamento e interconnessione. Rientrano nella rete statale anche tutte le località di servizio e i posti intermedi lungo la linea.
RFI inoltre redige periodicamente un documento con valenza di disposizione d'interfaccia verso le imprese ferroviarie denominato Caratteristiche tecnico-funzionali dell'Infrastruttura Ferroviaria Nazionale che ne descrive le caratteristiche per quanto riguarda la massa assiale e relativa categorizzazione, informazioni relative alla sagoma limite di carico e codifica del trasporto intermodale a due e tre cifre oltre che ai piani schematici dedicati per tutte linee (per DTP) e dei nodi. Le singole linee sono trattate nel dettaglio nei singoli Fascicoli Circolazione Linee, Fascicoli Linee e Orario (questi per le linee esercitate in Dirigenza Unica) che riportano, tra le varie informazioni, le località e posti di servizio che si trovano sulla linea, l'attrezzaggio dei sistemi di protezione della marcia del treno, i regimi di circolazione e di esercizio adottati, i limiti di velocità, i gradi di frenatura e prestazione con le pendenze per mille.
Le stazioni sono trattate nello specifico nei registri delle disposizioni di servizio (RdS/M. 47) che riportano, ad esempio, la quantità di binari e loro capacità in metri, l'organizzazione del servizio manovra, la pendenza dei binari di circolazione e altre informazioni di natura tecnica. In allegato vi sono le varie planimetrie e piani schematici.

### Classificazione delle linee
RFI classifica le linee facendo riferimento a diversi fattori, quali il traffico, la tipologia, l'alimentazione, la massa per asse, la sagoma e l'attrezzaggio tecnologico.
Traffico
Sotto l'aspetto del traffico, le linee sono suddivise in tre categorie:
- linee fondamentali, in totale 6468 km, che hanno un'alta densità di traffico sia viaggiatori che merci e che collegano le principali città del paese;
- linee complementari, in totale 9364 km, con volumi di traffico minori e di carattere prettamente locale. La maggior parte di queste linee sono a binario unico e alcune non sono elettrificate;
- linee di nodo, si sviluppano attorno ad aree metropolitane e permettono l'interconnessione di altre linee complementari e fondamentari, per un totale di 950 km.

La capacità è determinata dal gestore dell'infrastruttura e pubblicata come parte del Prospetto Informativo di Rete, aggiornato annualmente e in vigore dal 2003 in seguito all'entrata in vigore del decreto legislativo 188/03.
Tipologia
- a semplice binario: 9050 km
- a doppio binario (banalizzato o meno): 7732 km

Alimentazione
12065 km della rete italiana sono elettrificati, a 3000 V corrente continua su linee convenzionali e a 25000 V corrente alternata 50 Hz su linee ad alta velocità. Risultano elettrificati 7656 km di linee a doppio binario e 4409 km a semplice binario.
Le restanti linee, 4717 km in tutto, sono a trazione diesel e sprovviste di elettrificazione, generalmente sono a scarso traffico.
Massa assiale
Traffico combinato
Tutte le linee dell'infrastruttura ferroviaria nazionale sono classificate per sagoma (o gabarit). Alcune, per favorire il traffico intermodale ed evitare il trasporto eccezionale, sono state appositamente codificate. La codifica è a due o tre cifre, quella a due va da P/C 22 a 80 mentre quella a tre cifre va da 341 a 410 (le linee non codificate sono indicate come aventi profilo limite di carico FS) con relativa simbologia sui piani schematici.
Attrezzaggio tecnologico
Le linee risultano tutte attrezzate, a fine 2021, con almeno uno dei tre sistemi di protezione della marcia del treno, quali SCMT, SSC ed ERTMS. Le tratte attrezzate con SCMT (12653 km) e con SSC (3325 km) sono in via di sostituzione con ERTMS, che conta di 782 km già attrezzati con ETCS Base Line 1 e 2.
Inoltre, 13321 km sono attrezzati con sistemi di telecomando (SCC, CTC o ACC-M) e 11633 km dispongono di copertura GSM-R.
Impianti e località di servizio
Risultano, a fine 2021, formalmente attive circa 2 200 stazioni ferroviarie, 4 impianti di traghettamento e 207 impianti merci.

### Annotazioni
1. ↑   Agenzia nazionale per la sicurezza delle ferrovie e delle infrastrutture stradali e autostradali, Ferrovie Isolate, su ansfisa.gov.it. URL consultato il 14 aprile 2022.
2. ↑  Comprende tutte le linee considerate formalmente attive dal gestore, a prescindere dalla presenza o meno del traffico.
3. ↑  Le disposizioni d'interfaccia sono dei documenti che emana il gestore infrastruttura verso le imprese, che le devono rispettare, recepire e includere nelle loro pubblicazioni.

### Fonti web
- Agenzia nazionale per la sicurezza delle ferrovie e delle infrastrutture stradali e autostradali, Infrastruttura Ferroviaria Nazionale, su ansfisa.gov.it. URL consultato il 6 novembre 2021.
- Art. 47, in Gazzetta Ufficiale della Repubblica Italiana. URL consultato il 6 novembre 2021.
- Camera dei Deputati, Il trasporto ferroviario, su temi.camera.it, 27 maggio 2021. URL consultato il 6 novembre 2021.
- Ministero delle infrastrutture e della mobilità sostenibili, Direzione generale per il trasporto e le infrastrutture ferroviarie, su trasparenza.mit.gov.it. URL consultato il 6 novembre 2021.
- Rete Ferroviaria Italiana - Direzione Commerciale, I nostri numeri, su La rete oggi, rfi.it, 31 dicembre 2021. URL consultato il 14 aprile 2022.
- Rete Ferroviaria Italiana - Direzione Commerciale ed Esercizio Rete, Prospetto Informativo della Rete, su rfi.it. URL consultato il 6 novembre 2021.